# BEAT out!
『BEAT out!』（ビート アウト）は、日本のロックバンド、GLAYのメジャー2作目のオリジナル・アルバム。
1996年2月7日にポリドールよりリリースされた。
2001年2月7日にエクスタシーレコードより、2003年3月5日に東芝EMIより再リリースされている。

## 解説
本来は1995年11月にリリースする予定だったが、スタッフから「アルバムを出す前にもう1枚シングルを出してほしい」という声がかかり、2か月半も延期してのリリースとなった。そしてリリースしたシングルが、ブレイクの転機となった「グロリアス」である。
1995年の本作制作時は、レコーディングが1回か2回ほど中断したこともあり、途中で完成しないかもしれないと思ったこともあり、また、アルバムをどうやって世に出すかについても、スタッフと色々意見がぶつかり合っていた。しかし、「グロリアス」の制作に入った段階で、ようやく出口が見えたとTAKUROが語っている。そのため、TAKUROは本作に関しては、「グロリアス」の制作に入るまでは、自分にとって傷口からダラダラ血を流しているようなアルバムだったが、「グロリアス」のおかげで、全てが前に加速し出したのを感じたことを当時のインタビューで語っている。
本作からサポートのドラマーとして、永井利光が参加しており、「Yes, Summerdays」「月に祈る」以外は全て永井がドラムを担当。以降GLAYのサポートドラマーとして欠かせない存在となっていくことになる。TERUは当時のインタビューで、「前回はドラムにしても、レコーディングに来てもらって、そこで初めてアレンジしてある楽曲を叩いてもらうという感じでしたから。今回はライブツアーを一緒にまわった永井さんとアレンジして、その勢いのままレコーディングすることができたし。そこがやっぱり最大の違いですね」と永井が加わったことにより、前作以上にレコーディングに大きな手応えを感じたことを語っている。
タイトルに関しては、TAKUROが“BEAT”という単語を使いたいと考えており、ある時“BEAT out”という言葉が閃き、実際辞書で引いて見たら、本当にその熟語があってとてもいい意味だったため、タイトルに決定した。また、当時TAKUROは、本作までを3部作と考えており、「灰とダイヤモンド」、「SPEED POP」が来て「BEAT out!」という流れは、自分の中で一つの時期が終わって、また新しい展開に突入する見たいな気持ちがあり、メンバーそれぞれの個性も、本作を制作したことによって見えてきた部分もあり、そういう意味でも一区切りだったと語っている。
8枚目のシングル「グロリアス」の初のトップ10入りなど、人気急上昇中だった影響もあり、本作でシングル・アルバム通じて初のオリコンチャート1位を獲得し、最終的には80万枚のセールスを記録した。

## 評価
『CDジャーナル』は、「最近(1996年当時)のバンドの中では飛び抜けてソング・ライティングとアレンジが優れていること、演奏力が高いことが確実に感じられる。」
音楽誌『R&R Newsmaker』は、「彼らは本作で新しいリスナーをアルバムに引き込むことができるのか。ってトコで全ての楽曲が多様な上にどれも『Yes, Summerdays』、『グロリアス』に引けをとらないポピュラリティを要している。」
また、音楽誌『CDでーた』は、「アレンジの多彩さは聞かせるものの、それがギター・サウンドという部分に集約されている。ここに、今、自分たちのできるアイデアを全て詰め込んでいる。それだけに1曲1曲がとても凝縮されているし、表面的でない内面的なスピード感に満ちている。」とそれぞれ評価している。

## 収録曲
| 全作詞・作曲: TAKURO（M-8, 作詞・作曲: TERU）、全編曲: GLAY・佐久間正英。 |                           |                                   |                                   |      |
| #                                                                         | タイトル                  | 作詞                              | 作曲・編曲                        | 時間 |
| 1.                                                                        | 「More than Love」        | TAKURO （M-8, 作詞・作曲: TERU ） | TAKURO （M-8, 作詞・作曲: TERU ） | 4:46 |
| 2.                                                                        | 「Yes, Summerdays」       | TAKURO （M-8, 作詞・作曲: TERU ） | TAKURO （M-8, 作詞・作曲: TERU ） | 5:11 |
| 3.                                                                        | 「原色の空 <Cloudy Sky>」 | TAKURO （M-8, 作詞・作曲: TERU ） | TAKURO （M-8, 作詞・作曲: TERU ） | 4:20 |
| 4.                                                                        | 「Trouble On Monday」     | TAKURO （M-8, 作詞・作曲: TERU ） | TAKURO （M-8, 作詞・作曲: TERU ） | 5:28 |
| 5.                                                                        | 「Together」              | TAKURO （M-8, 作詞・作曲: TERU ） | TAKURO （M-8, 作詞・作曲: TERU ） | 7:03 |
| 6.                                                                        | 「月に祈る」              | TAKURO （M-8, 作詞・作曲: TERU ） | TAKURO （M-8, 作詞・作曲: TERU ） | 4:20 |
| 7.                                                                        | 「生きてく強さ」          | TAKURO （M-8, 作詞・作曲: TERU ） | TAKURO （M-8, 作詞・作曲: TERU ） | 3:49 |
| 8.                                                                        | 「週末のBaby talk」       | TAKURO （M-8, 作詞・作曲: TERU ） | TAKURO （M-8, 作詞・作曲: TERU ） | 5:57 |
| 9.                                                                        | 「グロリアス」            | TAKURO （M-8, 作詞・作曲: TERU ） | TAKURO （M-8, 作詞・作曲: TERU ） | 4:56 |
| 10.                                                                       | 「軌跡の果て」            | TAKURO （M-8, 作詞・作曲: TERU ） | TAKURO （M-8, 作詞・作曲: TERU ） | 5:34 |
| 11.                                                                       | 「Miki Piano」            | TAKURO （M-8, 作詞・作曲: TERU ） | TAKURO （M-8, 作詞・作曲: TERU ） | 5:15 |
| 合計時間:                                                                 | 合計時間:                 | 56:39                             |                                   |      |

### 楽曲解説
1. More than Love
ライブでもオープニングを飾ることの多いハードな曲。この曲にはPVが作られた。HISASHI曰く、「最高のオープニングナンバー」。ベストアルバム『REVIEW-BEST OF GLAY』にも収録された。
2. Yes, Summerdays
6thシングル。MIKI「カメリアダイヤモンド」CMソング。リマスタリングされており、シングル版のものに比べ、ボーカルや楽器全体の音がハッキリと聴きやすくなっている。
3. 原色の空 <Cloudy Sky>
この曲は完成当初、仮タイトルが「はぐれ刑事」だった。JIROはこの曲を「BEAT outの流れがつかめた曲」と語っていた。
4. Trouble On Monday
『pure soul in STADIUM“SUMMER of '98”』西武球場公演以来演奏されていなかったが、2009年の『JIRO GLAY JIRO Produce Live 2009 THE GREAT VACATION -extra- OSAKA CRUSH NIGHT!!』にて久しぶりに演奏された。
5. Together
7分を超えるバラード（イントロだけでも1分以上ある）。PVでは曲の終盤でTERUが涙するシーンがある。後に9thシングル「BELOVED」のカップリングに別バージョンが収録された。ミズノスポーツ企業CMソング。
当時、GLAYのサポートメンバーとして活動していたD.I.E.によると、1番のサビが終わってから2番のAメロに行くピアノ展開はクイーンの「ボヘミアン・ラプソディ」を参考にした、とのこと[4]。
6. 月に祈る
当時のライブの定番曲だった。メンバーはこの曲のイントロを絶賛していた。
7. 生きてく強さ
7thシングル。テレビ朝日『かざあなダウンタウン』オープニングテーマ。
ほんのわずかだが、曲の最後の音が次曲に繋がっている。
8. 週末のBaby talk
TERU作詞・作曲のナンバーで、TERUの楽曲が収録されたのは、今作が初めてとなった。前曲とサウンド上では繋がっている。
TERUは本曲に関して、これまでのGLAYになかったイントロからいきなり歌が入ってくるというパターンや、ヴォーカルを最大限に生かそうと声質をちょっと変えて見たりと、GLAYで新しいことに挑戦しようと思って書いた曲と語っている[2]。
また、歌詞は女性を視点に書いたもので、コーラスも女性を参加させようと言うことで[2]、当時JUDY AND MARYのボーカルであったYUKIがコーラスで参加している。
CDでーたは、本曲に関して「どこか肩の力の抜けた、それでいてアルタナーティブに通じるパワーをもつこの曲は、GLAYのバンドとしての有機的な一体感とキャパシティの広さを象徴している。」と評価している。
9. グロリアス
8thシングル。Victoria企業CMソング。ブレイクの契機となった曲。TAKUROが地元の友人の結婚を祝うために作った曲である。
前曲と繋がるように編集されている。
10. 軌跡の果て
本作品では最大の難曲で、レコーディングにも時間がかかり、他の収録曲よりも完成が最後になったといわれている。歌詞の内容はTAKUROが自らの内面をありのまま吐き出したものであり、TERUと初めてレコーディングで意見が食い違ったという。最終的にTERUは「この曲はTAKUROのために歌う」という気持ちになって歌ったと語る。ライブにおいてはタイトルからもわかるように最後に演奏されることが多く、初めて日本武道館で公演を行ったときに最後に演奏された曲である。ベストアルバム『REVIEW-BEST OF GLAY』でも最終曲として収録された。
11. Miki Piano
タイトルの“Miki”はジェームス三木のことである。

## BEAT out! Anthology
『BEAT out! Anthology』（ビート・アウト・アンソロジー）は、日本のロックバンドであるGLAYの2作目のアルバム『BEAT out!』の復刻盤。
2016年9月9日に、LSGから発売。

### 概要
- アンソロジーシリーズとしては、2011年の『GLAY Anthology』から数えて、第4弾となる[6]。
- DISC3枚組であり、DISC1には『BEAT out!』全曲と、「Cynical（「生きてく強さ」カップリング）」「Believe in fate（「グロリアス」カップリング）の2曲を加えた全13曲を、本作用にリミックス・リマスタリングし収録。
エンジニアはマイケル・ツィマリングが担当[7]。
- DISC2にはDISC1に収録された楽曲のデモ音源や、当時のライブ音源など17曲を収録。
- また、DISC3はアンソロジーシリーズとしては初のブルーレイとなっており、1996年3月の東京・渋谷公会堂でのライブと、同年9月9日に行われた、日本武道館での公演の様子を、計240分にわたって全曲収録。このほか当時の写真や雑誌誌面、メンバーの最新インタビューが掲載されたブックレットも同梱される[6]。
- 本作の発売日が9月9日であり、彼らとして初めて日本武道館でのライブを行った日からちょうど20年後の発売となった[8]。
- オリコンでは、初週で6,529枚を売り上げ、週間チャートで8位を記録（2016年9月19日付）。

### 収録曲

#### Disc 1
BEAT out! Remix & Remastering 2016
1. More than Love
2. Yes, Summerdays
3. 原色の空<Cloudy Sky>
アウトロがフェードアウトではなく最後まで収録されている。
4. Trouble On Monday
アウトロがフェードアウトではなく最後まで収録されている。
5. Together
9thシングル「BELOVED」のカップリング曲と同じく、冒頭にストリングスイントロが追加されたバージョンで収録されている。
6. 月に祈る
7. 生きてく強さ
アウトロが次曲に繋がっていない。
8. 週末のBaby talk
前曲と次曲にクロスフェードしていた部分が修正された。
9. グロリアス
10. 軌跡の果て
11. Miki Piano
12. Cynical
7thシングル「生きてく強さ」のカップリング曲。
13. Believe in fate
8thシングル「グロリアス」のカップリング曲。

#### Disc 2
BEAT out! Anthology Demo & Live in 1996
1. More than Love Live ver. From 東京厚生年金会館
2. More than Love AG Demo
3. Yes, Summerdays AG Demo
4. Yes, Summerdays Demo
5. 原色の空<Cloudy Sky> Demo
6. Trouble on Monday Demo
7. Together AG Demo
8. Together Demo
9. 月に祈る Live ver. From 東京厚生年金会館
10. 生きてく強さ Demo
11. 週末のBaby talk Demo
12. グロリアス Demo
13. 軌跡の果て AG Demo
14. 軌跡の果て Demo
15. Miki Piano Demo
16. Cynical Demo
17. Believe in fate Demo

#### Blu-ray
“Live of BEAT out! Days”
■ BEAT out! '96 TOUR 渋谷公会堂公演 1996.3.5
1. More than Love
2. Yes, Summerdays
3. 生きてく強さ
4. Cynical
5. 原色の空 <Cloudy Sky>
6. Trouble On Monday
7. INNOCENCE
8. 週末のBaby Talk
9. LOVE SLAVE
10. Freeze My Love
11. Together
12. 月に祈る
13. グロリアス
14. 彼女の"Modern..."
15. ACID HEAD
16. 軌跡の果て

[ENCORE]
1. HAPPY SWING
2. KISSIN'NOISE
3. BURST

■ BEAT out! reprise TOUR 日本武道館 1996.9.9
1. More than Love
2. 生きてく強さ
3. Cynical
4. 月に祈る
5. INNOCENCE
6. Trouble On Monday
7. 週末のBaby talk〜SHUTTER SPEEDSのテーマ〜週末のBaby talk
8. LOVE SLAVE
9. Together
10. Yes,Summerdays
11. KISSIN'NOISE
12. 彼女の"Modern..."
13. ACID HEAD

[ENCORE]
1. BELOVED
2. グロリアス
3. BURST
4. 軌跡の果て

## 参加ミュージシャン
- TAKURO：ギター
- HISASHI：ギター
- JIRO：ベース
- TERU：ボーカル

- 永井利光：ドラムス
- D.I.E.：ピアノ（#5）
- そうる透：ドラムス（#2,6）
- YUKI：コーラス（#8）
- 佐久間正英：コンピュータ・プログラミング、キーボード